# Newcastle Challenger 1994
Il Newcastle Challenger 1994 è stato un torneo di tennis facente parte della categoria ATP Challenger Series nell'ambito dell'ATP Challenger Series 1994. Il torneo si è giocato a Newcastle in Gran Bretagna dall'11 al 17 luglio 1994 su campi in cemento.

## Vincitori

### Singolare
Simon Youl ha battuto in finale  Brent Larkham con il punteggio di 6–1, 7–6

### Doppio
Neil Broad /  Simon Youl hanno battuto in finale  Joshua Eagle /  Tom Kempers con il punteggio di 6–4, 6–7, 6–4